# Epilampra substrigata
Epilampra substrigata är en kackerlacksart som beskrevs av Walker, F. 1868. Epilampra substrigata ingår i släktet Epilampra och familjen jättekackerlackor. Inga underarter finns listade i Catalogue of Life.